# Sudoměřice
Sudoměřice (německy Sudomierschitz) jsou obec v okrese Hodonín v Jihomoravském kraji. Leží šest kilometrů jihozápadně od Strážnice. Žije zde přibližně 1 300 obyvatel.

## Název
Jméno vesnice, v nejstarších dokladech v podobě Sudomířice, bylo odvozeno od osobního jména Sudomír (šlo o Sudomíra z Veselí, břeclavského komorníka). Význam místního jména byl "Sudomírovi lidé". Zakončení -měřice je doloženo už od 15. století (-mír a -měr v osobních jménech se zaměňovaly často).

## Historie
Sudoměřice jsou nejjižnější obcí na východním břehu řeky Moravy na území České republiky.
První nálezy pocházejí z let přibližně 3000 př. n. l., dlouhodobé pravěké osídlení z pozdní doby kamenné na místě současného křížení komunikací I/50 a I/70 (obchvat). Z doby 1800 let př. n. l. se na stejném místě nalézá další dlouhodobé osídlení ze starší doby bronzové. V 2.–1. století př. n. l. na tomto místě vznikla poměrně rozsáhlá keltská osada. Ve 3.– 4. století n. l. se pak objevuje germánská osada z mladší doby římské, a v 10.–12. století n. l. hradiště velkomoravské a raně přemyslovské hradisko Hrúdy, které bylo pravděpodobně vybudováno za velkomoravského vládce Svatopluka, k ochraně před postupujícími barbary z východu. V 11. století bylo sídlo feudála z hradiště Hrúdy přeneseno na hrad do Skalice, který pravděpodobně po celé 11. a 12. století patřil k Moravě.
Asi roku 1261 kancléř krále Přemysla Otakara II. Sudomír z rodu pánů z Horky založil pohraniční ves Sudoměřice. Sudomír zemřel asi kolem roku 1264. Z roku 1368 pochází první písemná zmínka o vesnici – Sudoměřice (villam Czudoromyricz) kupuje Beneš z Kravař a ze Strážnice od Alberta ze Šternberka, biskupa litomyšlského. Roku 1421 byla vesnice zpustošena vojskem císaře Zikmunda, pod velením krutého Pipo Spana. V letech 1428–1433 probíhaly spanilé jízdy husitů (tzv. Rejsy) – výpravy do Uher, které měly být odvetou za křižácké výpravy a propagandou husitství. Mnohokrát byla základnou vesnice Sudoměřice, která tehdy byla silně husitská. Mnoho obyvatel se na těchto loupeživých výpravách také aktivně podílelo. Dne 9. února 1458 táhl vesnicí s početným doprovodem a královnou matkou nově zvolený uherský král Matyáš Korvín, který se vracel ze zajetí českého krále Jiřího z Poděbrad. V letech 1467–1477 zde probíhaly boje mezi Jiřím z Poděbrad a Matyášem Korvínem a české královské vojsko mělo dlouhé měsíce ležení na Sudoměřicku, dodnes se tomuto místu říká Tábořisko.
Roku 1640 vznikla Stará pečeť Sudoměřic. Obec měla ve znaku štít s radlicí a vinařským kosířem. V letech 1618–1648, za třicetileté války došlo v Sudoměřicích a okolí k obrovským škodám. V Sudoměřicích zůstalo 49 pustých gruntů a jen 29 obsazených. V 2. polovině 17. století přišly pustošivé nájezdy tatarských a tureckých vojsk a velké plenění kraje. v roce 1678 propukla v Sudoměřicích epidemie moru. Kolem roku 1680 začaly nepokoje poddaných ze Sudoměřic proti šlechtě. V letech 1703–1708 přišly kurucké vpády, dne 28. července 1708 došlo k bitvě početného císařského vojska s kuruckým vojskem u Sudoměřic při vrchu Šance směr Petrov (viz Bitva u Sudoměřic a Skalice). Dne 13. března 1742 v průběhu první slezské války přešlo pruské vojsko přes Sudoměřice. V listopadu 1744 byl zřízen starý hřbitov na Horním konci.
Ve 2. polovině 18. století byl vybudován hospodářský velkostatek na místě původního panského dvora a byla postavena na Podhatí kaplička s obrazem Bolestné Matky Boží Panny Marie. Roku 1866 probíhala prusko-rakouská válka. Rozšířila se zde epidemie pruské cholery, která usmrtila mnoho obyvatel i pruských vojáků, kteří jsou pochování u cesty na Horním konci. Dne 10. května 1884 byl položen základní kámen k nové školní budově. Následující rok byla obecní škola otevřena, jako dvojtřídka. Dne 10. září 1887 projel první vlak na železniční trati Veselí nad Moravou – Sudoměřice a roku 1889 byla otevřena železniční trať Sudoměřice – Rohatec.
V letech 1903–1906 působila jako učitelka obecné školy v Sudoměřicích Fedora Bartošová, libretistka, která zde psala libreto k opeře Leoše Janáčka Osud. Za 1. světové války padlo ze Sudoměřic celkem 50 vojáků, několik z toho v legiích. Roku 1918 vznikla svobodná Československá republika a v roce 1919 byla potom vyhlášena první pozemková reforma, která měla za cíl omezení vlivu většinou německé šlechty a rozvoj venkovského prostředí. Přitom byla provedena parcelace majetku hraběcí rodině z Magnisů, (385 ha) ve prospěch legionářů a rodin padlých ve válce.
Roku 1923 přišel na sudoměřický tzv. „Zbytkový statek“ po strážnické hraběcí rodině Magnisů pan Jiří Němeček, který postupně splácel státu nově nabytý majetek. V roce 1931 obec odkoupila část zbytkového statku (polovinu), kde dříve byly správní a hospodářské objekty, pro neuskutečněný záměr vybudování nového obecního úřadu a dalších zařízení pro místní hasiče. V době 1930–1933 postavila „Kostelní jednota“ za přispění štědrých darů od občanů funkcionalistický kostel s patrociniem „Kristus Král“, byl vysvěcen 5. června 1933. V čase 1939–1945 v pohraniční obci žili a působili němečtí policisté a gestapáci. Dne 12. dubna 1945 byla vesnice osvobozena sovětskou a rumunskou armádou. Při osvobozování obce padlo 36 sovětských a 8 rumunských vojáků. Po přechodu fronty se našlo a pochovalo 11 německých vojáků. Ze Sudoměřic zemřelo na následky války 14 občanů. Již počátkem 50. let 20. století došlo v případě této obce k narušení historické hranice Moravy a Slovenska, když byla k jejímu území překatastrována malá část katastru slovenského města Skalice.
Začátkem 70. let 20. století se začalo s výstavbou sklepů ve Starém potoku i nového hřbitova za kostelem, pak následovala výstavba prodejny potravin na Stavbě, rozsáhlá rekonstrukce základní školy, výstavba oddechového zahrádkářského areálu, začátkem 80. let se postavila nová mateřská škola, dostavěla se větší část kanalizace, čistírna odpadních vod, požární nádrž, většina asfaltových komunikací, apod. V období let 1989–2009 obecní úřad dobudoval infrastrukturu: byla provedena komplexní vodofikace, plynofikace, telefonní rozvody, nové asfaltové cesty, dobudovány chybějící kanalizační řady a propojení kanalizace přes potok. Realizovaly se další stavby – tělocvična, výstavba devíti nájemních bytů, technická infrastruktura v lokalitě Panské díly, výstavba hokejbalového areálu, parkoviště pro kamiony, výstavba 3 dětských hřišť, výstavba Domu pokojného stáří s osmi byty, výstavba nové ulice v lokalitě Díly za zahradou a další drobnější akce. Největší stavební akcí byla výstavba silničního obchvatu Sudoměřice – Skalice. Také katastru Sudoměřic se k 25. červenci 1997 dotkla úprava státní hranice se Slovenskem.

## Obyvatelstvo
| Rok            | 1869 | 1880 | 1890  | 1900 | 1910 | 1921  | 1930  | 1950  | 1961  | 1970  | 1980  | 1991  | 2001  | 2011  | 2021  |
| -------------- | ---- | ---- | ----- | ---- | ---- | ----- | ----- | ----- | ----- | ----- | ----- | ----- | ----- | ----- | ----- |
| Počet obyvatel | 854  | 900  | 1 026 | 985  | 942  | 1 002 | 1 045 | 1 207 | 1 361 | 1 288 | 1 253 | 1 200 | 1 203 | 1 238 | 1 199 |
| Počet domů     | 136  | 170  | 172   | 175  | 174  | 186   | 222   | 289   | 306   | 317   | 330   | 362   | 370   | 394   | 420   |

## Obecní správa

### Obecní symboly
Znak a vlajka byly obci uděleny rozhodnutím předsedy Poslanecké sněmovny Parlamentu České republiky dne 11. května 2001.

## Vinařství[10][11]
Sudoměřice patří do vinařské oblasti Morava, podoblasti Slovácké. Zdejší vinice jsou vysázeny ve vyšších svahovitých polohách v teplosuché oblasti na několika viničních tratích (Stará hora, Hronové, Vápenky, Díly) a zaujímají plochu přibližně 86 ha. Díky velmi dobrým klimatickým a geologickým podmínkám se místní vinaři mohou pyšnit velmi kvalitními víny.
Z bílých odrůd se tu pěstuje Rulandské bílé, Rulandské šedé, Müller Thurgau, Ryzlink rýnský, Sylvánské zelené, Chardonnay, Souvignon, Pálava, z modrých odrůd je to např. Frankovka, Modrý Portugal, Zweigeltrebe. V katastru obce najdeme jak vinice větších výrobců vína, tak i řadu malých vinic drobných pěstitelů.

## Samospráva
V letech 2010 až 2014 byl starostou Stanislav Tomšej . Na ustavujícím zasedání zastupitelstva v listopadu 2014 byl do této funkce zvolen opětovně. Od roku 2018 je starostou obce František Mikéska.

## Referendum
V historii obce se dosud konalo jedno místní referendum. Dne 16. 3. 2008 občané rozhodovali o otevření staré silnice, která obec spojovala se slovenskou Skalicí.

### Okolnosti vzniku referenda
V 90. letech začaly hraniční přechod v Sudoměřicích intenzivněji využívat kamiony, to však obyvatelům obce vadilo a podařilo se jim docílit zákazu vjezdu pro kamiony. Po mnoha letech snažení byl v lednu 2005 slavnostně otevřen obchvat Sudoměřic a sousední Skalice, který sice ulevil obcím od dopravní zátěže a usnadnil situaci i dalším motoristům, zároveň ale prodloužil cestu ze Sudoměřic do Skalice o několik kilometrů. Současně se na staré cestě mezi oběma obcemi objevila značku zákaz vjezdu, která už nezakazovala vjezd jen náklaďákům, ale všem motorovým vozidlům. Když se zastupitelé nemohli shodnout na tom, zda má být historická silnice na Slovensko průjezdná, rozhodli se v únoru 2008 o této otázce vyhlásit referendum.
Zastupitelstvo se už dříve shodlo na tom, že by starou silnici měli používat jen cyklisté a pěší. Společně s dalšími odpůrci se obávali, že po otevření silnice v Sudoměřicích doprava znovu zhoustne. Zastánci znovuotevření naopak argumentovali vzájemnou provázaností obou obcí a zbytečným objížděním, které pravidelné cesty za blízkými či prací prodlužovalo. „V Sudoměřicích bydlí samý Slovák, polovina rodin je smíšených. Ve Skalici navštěvujeme příbuzné a spousta lidí tam chodí do práce,“ vysvětlila tento postoj Marie Mikulková, jež spolu s dalšími proto sepsala petici za otevření cesty, kterou podepsalo přes 500 občanů obce.

### Průběh a výsledek referenda
Referendum se konalo v neděli 16. 3. 2008. Položená otázka nakonec zněla: „Souhlasíte s tím, aby orgány obce učinily při výkonu samostatné působnosti zákonné kroky vedoucí k rozšíření stávajícího rozsahu obousměrné dopravy na komunikaci č. I/70, tj. na historické cestě vedoucí přes zastavěné území obce Sudoměřice do města Skalica, o osobní  automobily do hmotnosti 3,5 tuny?“
Toho času bylo v obci 999 oprávněných voličů, ve smyslu § 48 odst. 1 zákona o místním referendum tak bylo třeba, aby k platnosti referenda hlasovalo alespoň 263 z nich. Účast činila nakonec 52,6 %, v referendu tedy hlasovalo 525 občanů a bylo tak platné. Pro odpověď ANO na předestřenou otázku se vyslovilo 66,5 % hlasujících, pro NE 33,1 %. Ačkoliv výsledek byl závazný pro zastupitelstvo, samo o sobě otevřít silnici nemohlo, nespadá to totiž do samosprávné působnosti obce. Kompetenci k tomuto má odbor dopravy krajského úřadu ve spolupráci s Ředitelstvím silnic a dálnic a Policií ČR. Důležitý byl také postoj slovenské strany, Skalica však již dříve silnici prakticky zpřístupnila. "S výsledkem referenda seznámím Ředitelství silnic a dálnic, Policii České republiky a Senický kraj. Budeme žádat umístění takových značek, které umožní průjezd po silnici. Zástupci Jihomoravského kraje, který silnici spravuje, už vyjádřili svou vůli silnici zprovoznit“ uvedl po vyhlášení výsledku tehdejší starosta Sudoměřic Stanislav Tomšej.
Silnice byla znovu zprůjezdněna, v roce 2014 podstatně opravena a následně ponížena na silnici třetí třídy.

## Pamětihodnosti
- Funkcionalistický kostel Krista Krále z roku 1933
- Statek – bývalý panský dvůr na návsi
- Zvonice na návsi
- Výklopník – technická památka na Baťově kanálu

## Rodáci
- PhDr. František Cigánek (1930–2009), vedoucí archivu Národního shromáždění, později Federálního shromáždění v období 1967–1969 a 1990–1991. Spolupracovník a osobní přítel Alexandra Dubčeka. Publikační činnost archivní a ediční, výběrem: Spisová služba, 1967; Zásady pro zpracování průvodců po podnikových archivech; edice Dokumenty Národního shromáždění 21.–28. srpna 1968; edice protokolů pléna a předsednictva Národní shromáždění 21.-28. srpna 1968, aj.
- Jan Míša (1920–1993), zpěvák lidových písniček, skladatel a muzikant, zpíval s cimbálovou muzikou Slávka Volavého

## Galerie

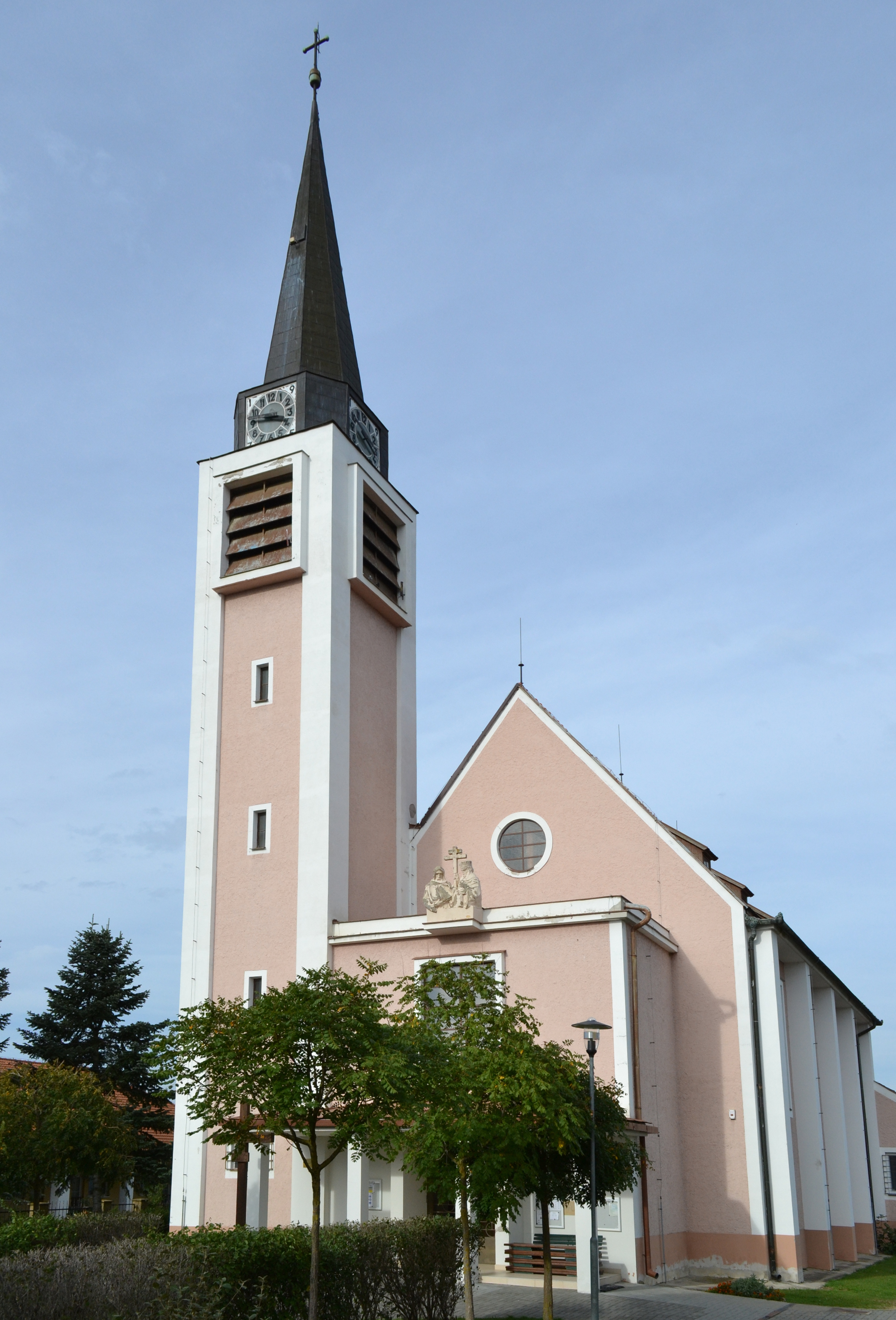
kostel Krista Krále
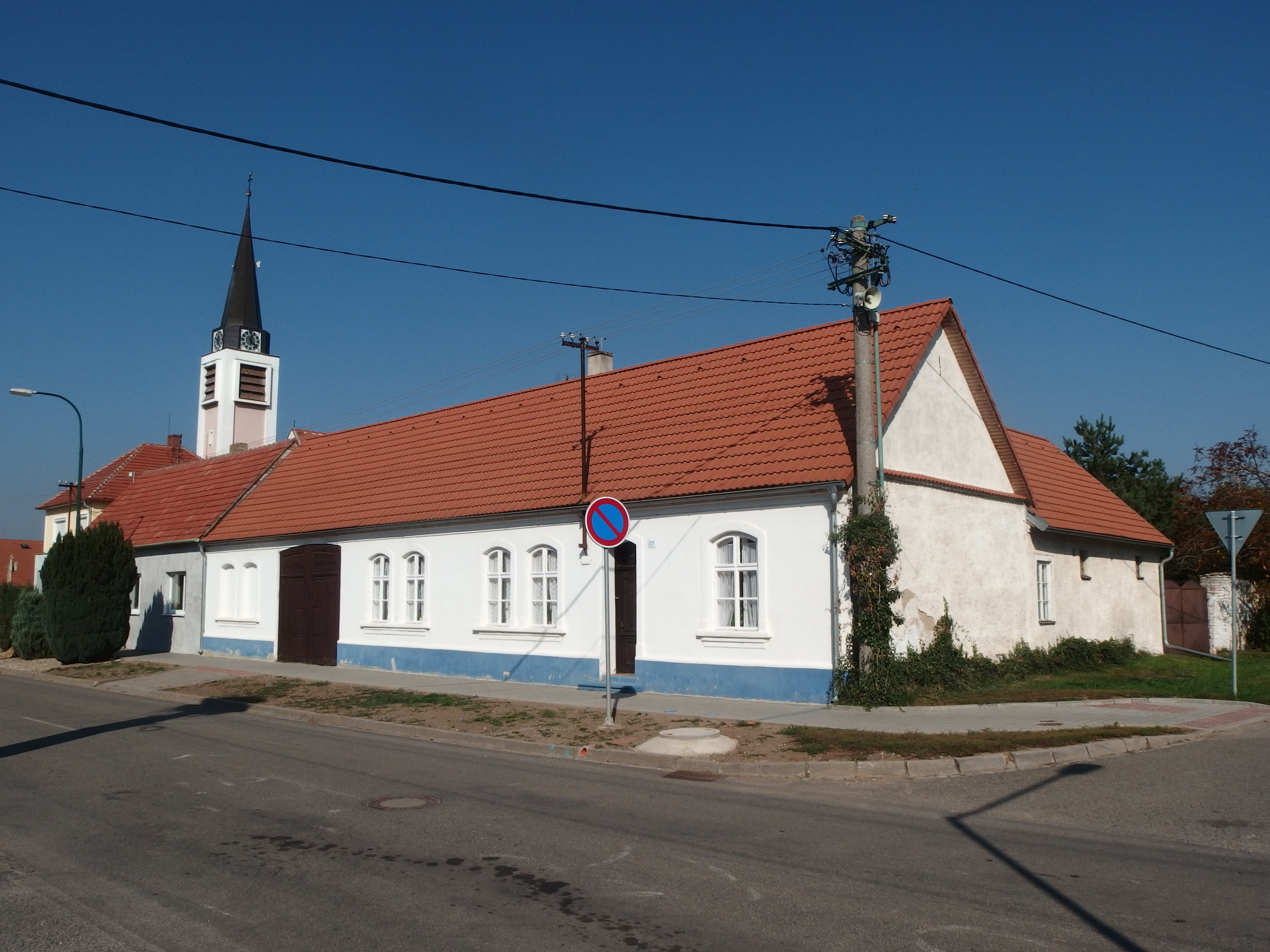
památkově chráněná usedlost čp. 377
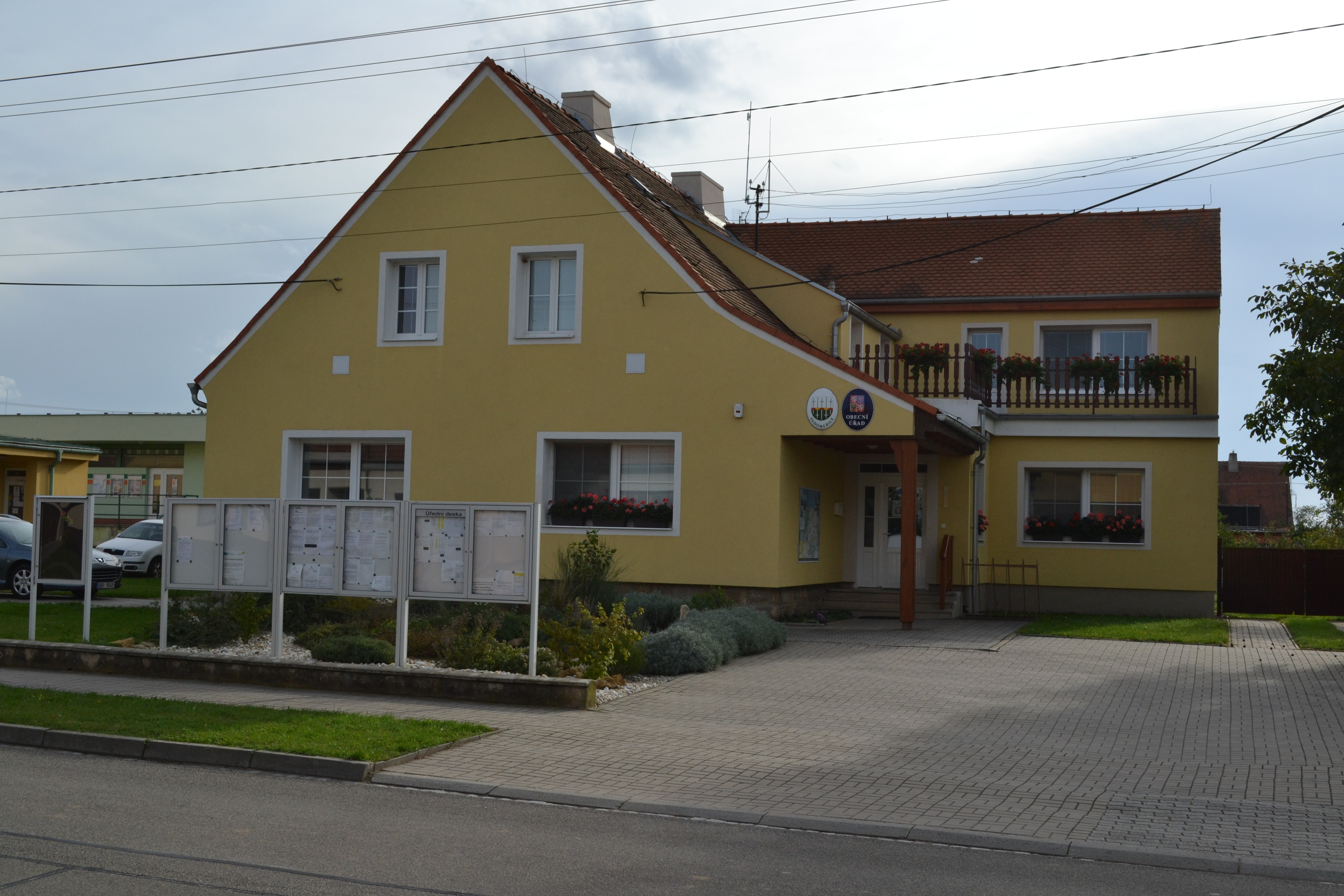
obecní úřad
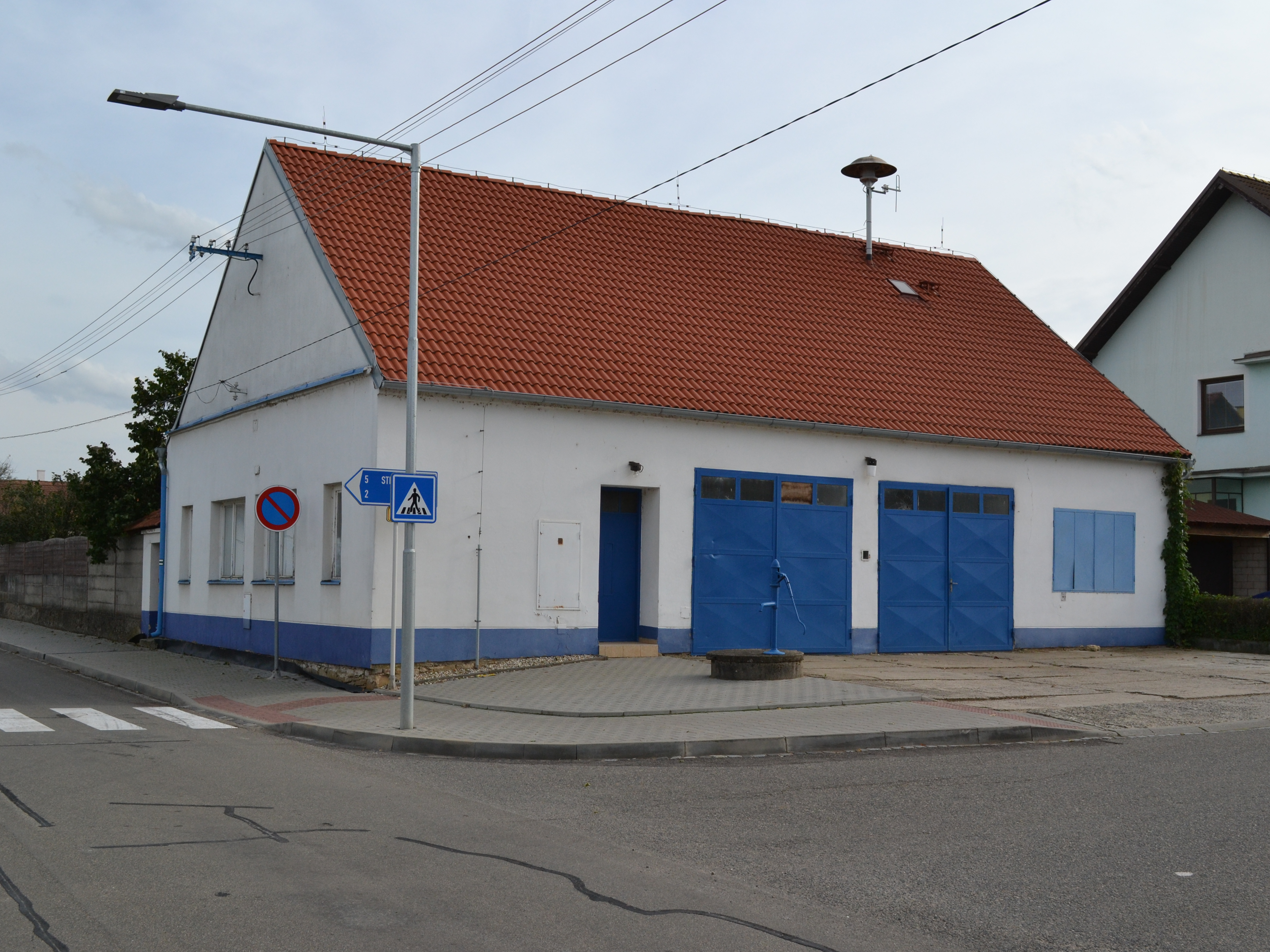
hasičská zbrojnice
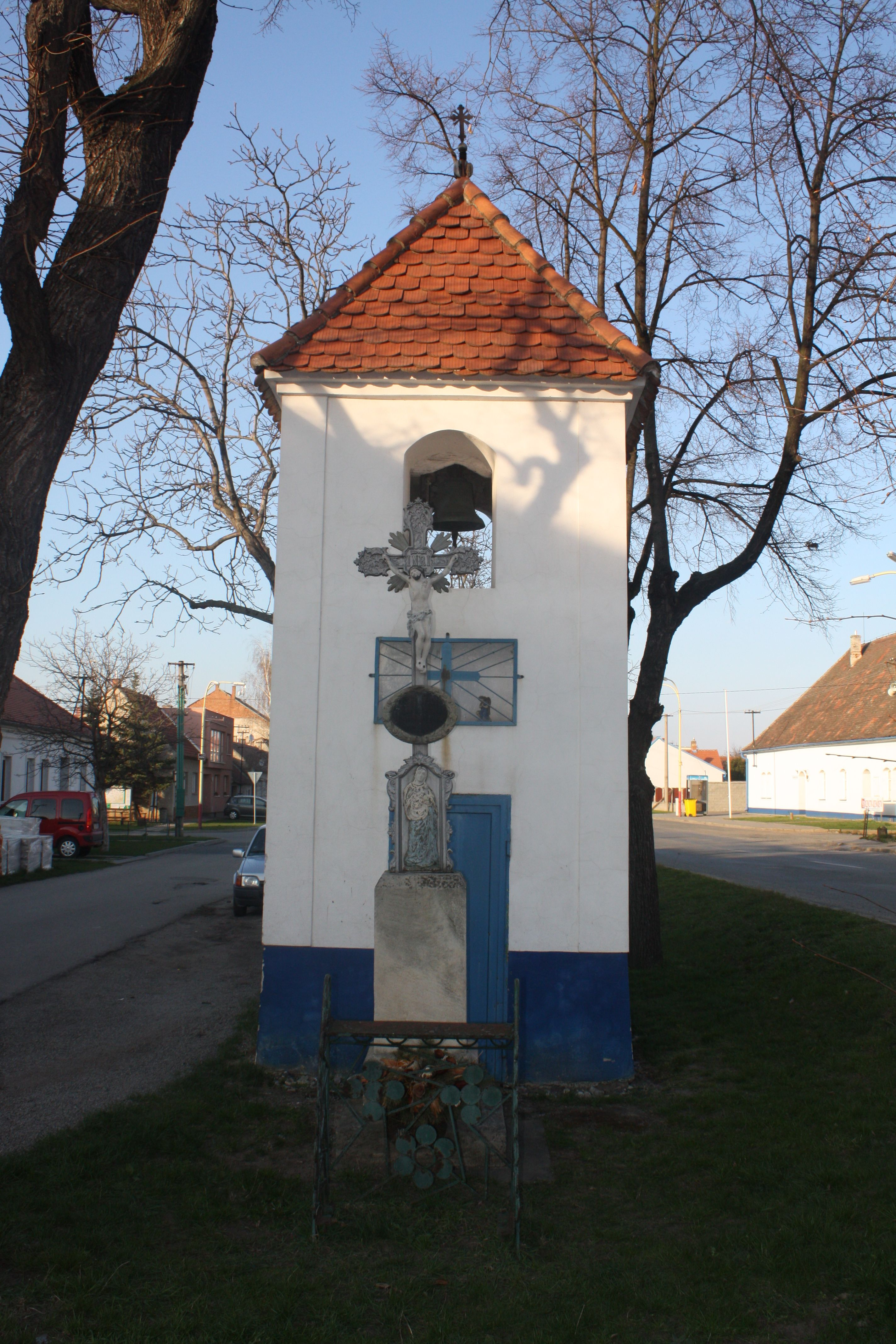
zvonice na návsi
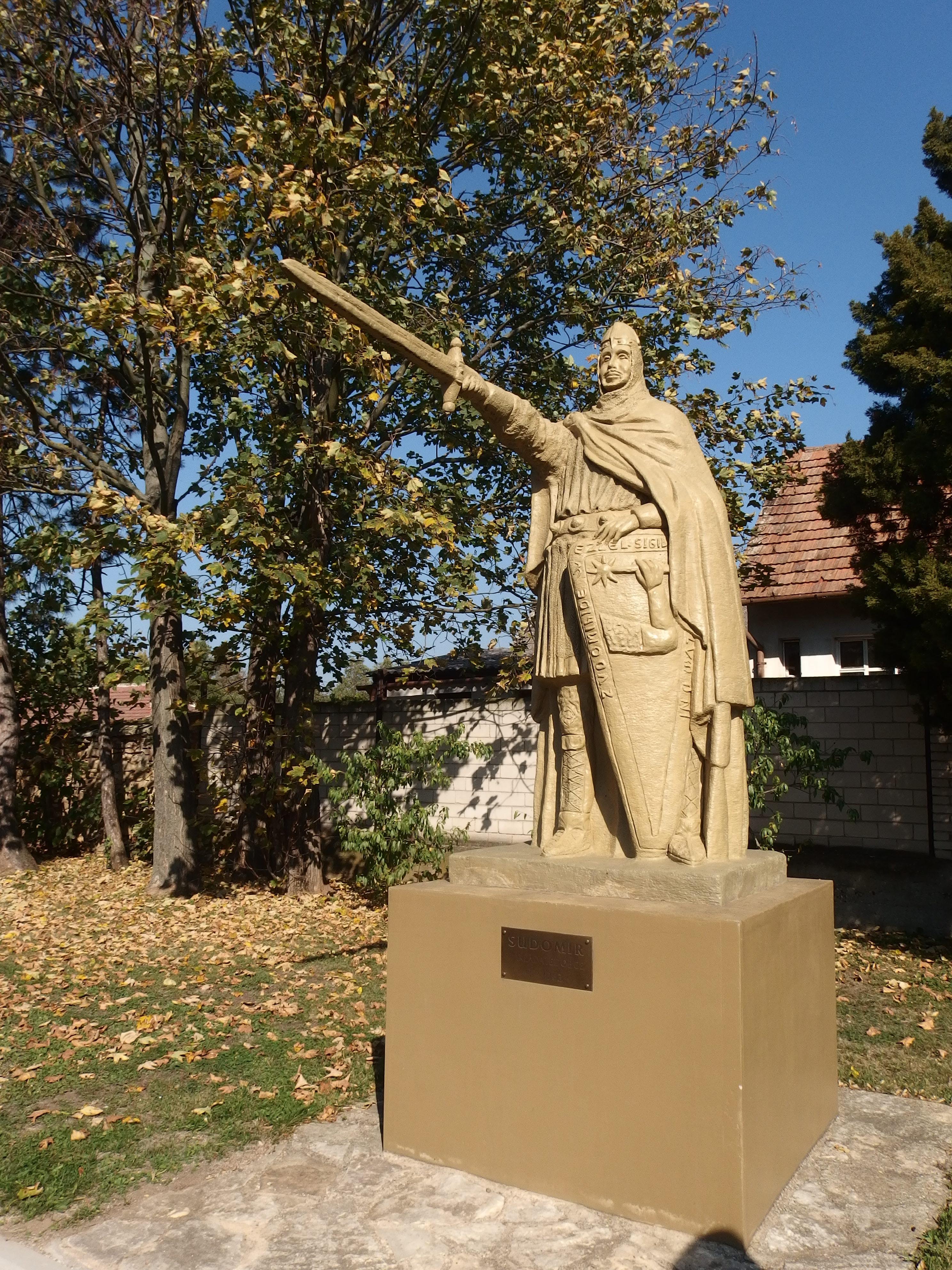
socha Sudomíra
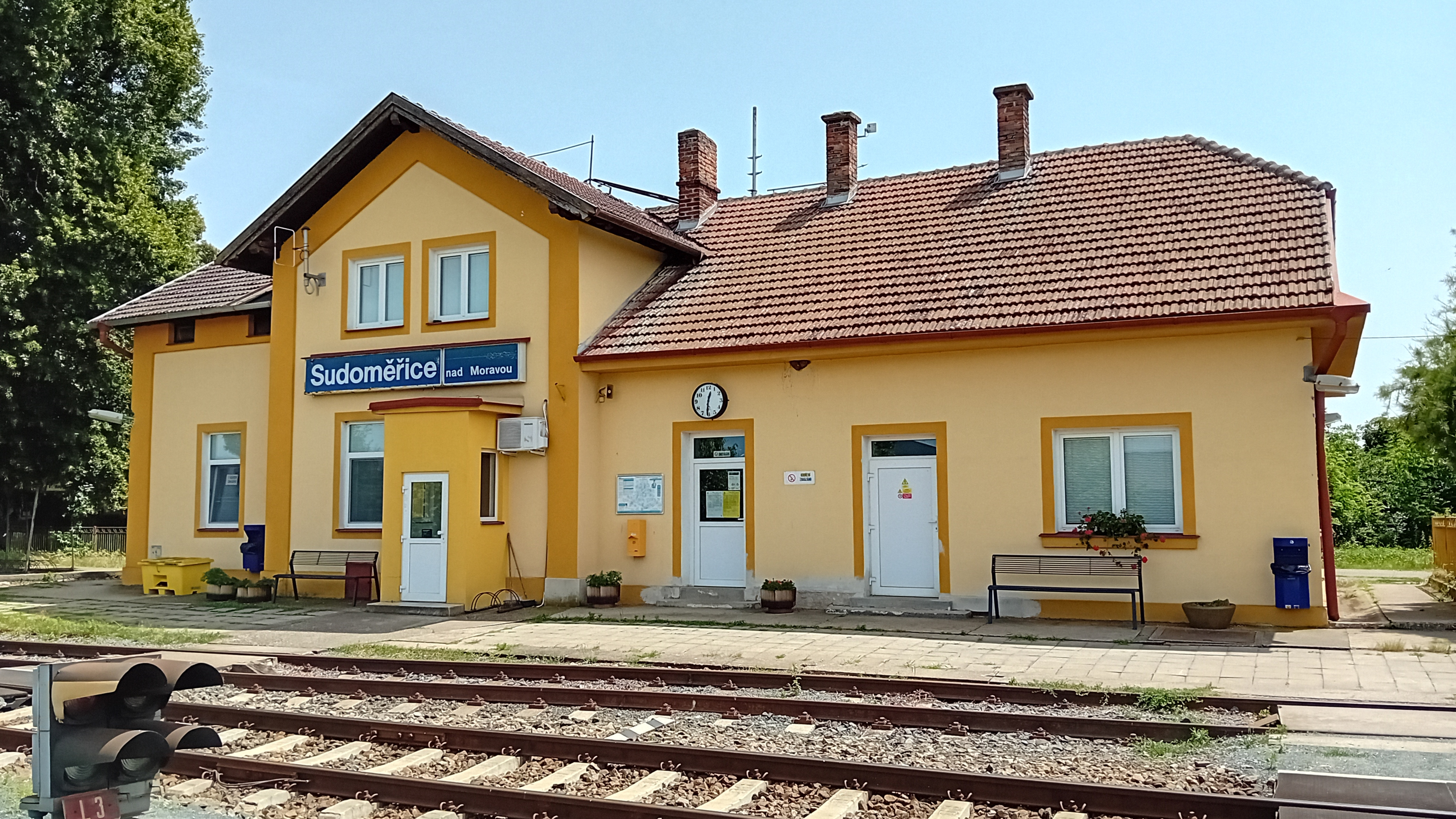
nádraží
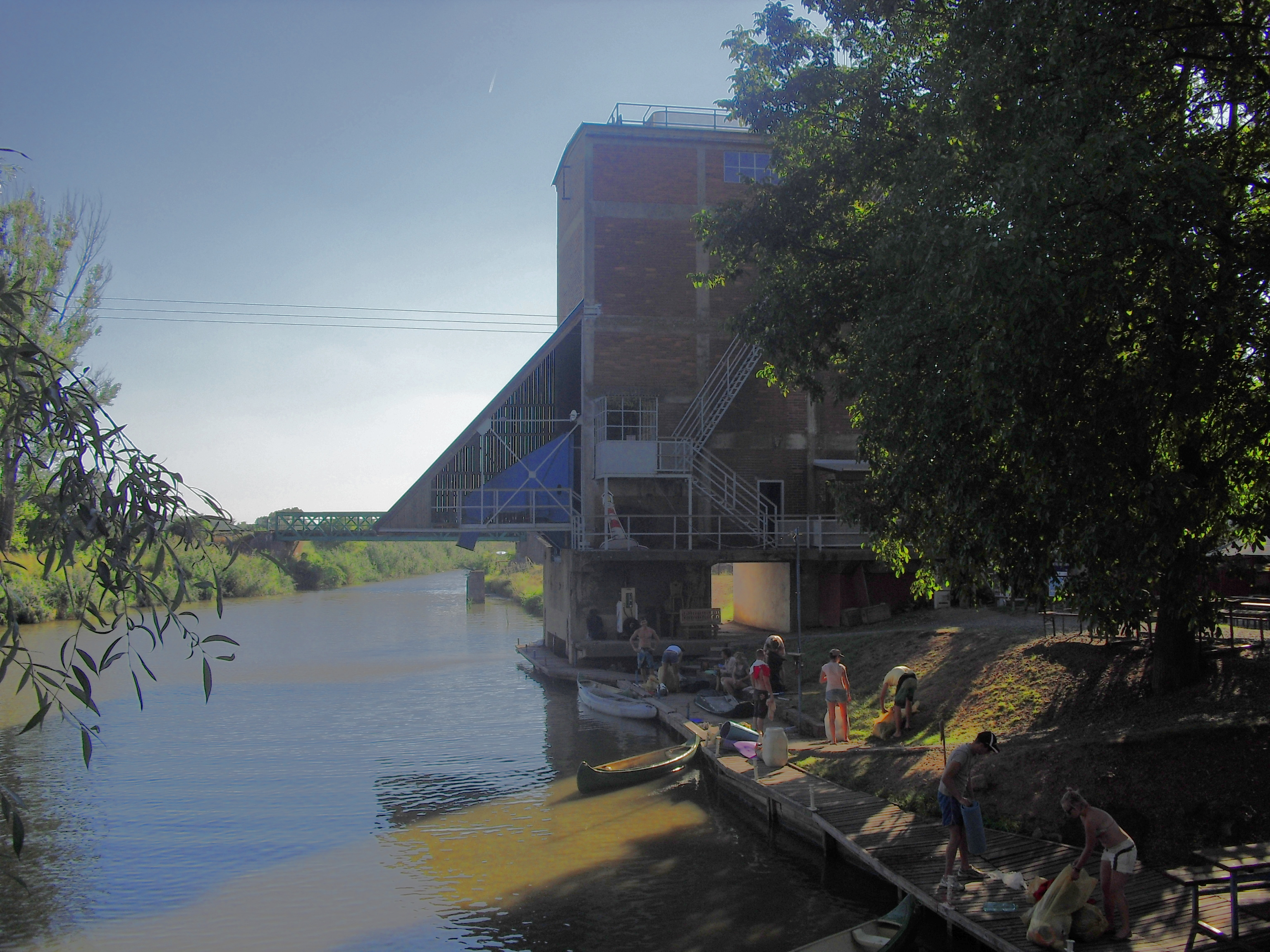
výklopník na Baťově kanálu